# Toba (España)
Toba (llamada oficialmente Santo Adrán de Toba) es una parroquia española del municipio de Cee, en la provincia de La Coruña, Galicia.

## Otras denominaciones
La parroquia también es conocida por el nombre de San Adrián de Toba.

## Entidades de población
Entidades de población que forman parte de la parroquia:
- Bazarra
- Cabaleriza (A Carbaliza)
- Casa del Camino (Casa do Camiño)
- Estorde
- Granja (A Granxa)
- Guimareu
- Sembra
- Toba de Abajo (Toba de Abaixo)
- Toba de Arriba
- Vilar de Toba (O Vilar de Toba

## Demografía
| Gráfica de evolución demográfica de Toba entre 2000 y 2018 |
|                                                            |
| Datos según el nomenclátor publicado por el INE.           |